# ناحیه هوپ، شهرستان میدلند، میشیگان
ناحیه هوپ (به انگلیسی: Hope Township) یک منطقهٔ مسکونی در ایالات متحده آمریکا است که در شهرستان دانیلز، میشیگان واقع شده‌است.
 ناحیه هوپ ۶۰٫۶ کیلومتر مربع مساحت و ۱٬۲۸۶ نفر جمعیت دارد و ۲۰۸ متر بالاتر از سطح دریا واقع شده‌است.